# Tomoko Ninomiya
Tomoko Ninomiya (二ノ宮 知子?, Ninomiya Tomoko; 25 maggio 1969) è una fumettista giapponese (mangaka), residente nella prefettura di Saitama. Nel 1989 ha debuttato con London Doubt Boys.
È nota soprattutto per la sua serie di Nodame Cantabile con cui nel 2004 ricevette il Premio Kodansha per i manga e da cui sono stati tratti tre anime e una live action.

## Opere
- Torendo no joou Miho (トレンドの女王ミホ?) (1991–1995)
- Tensai Family Company (天才ファミリーカンパニー?, Tensai Famirī Kanpanī) (1995–2000)
- Heisei yopparai kenkyuujo (平成よっぱらい研究所?) (1996)
- Out (OUT?) (1999)
- Nomini ikouze!! (飲みにいこうぜ!!?) (1999)
- Green (GREEN?) (2000–2001)
- Nodame Cantabile (のだめカンタービレ?, Nodame Kantābire) (2002–2009)